# Gabrielle z różą
Gabrielle z różą (fr. Gabrielle à la rose) – obraz olejny autorstwa francuskiego malarza impresjonisty Auguste’a Renoira, namalowany w roku 1911.
Najbardziej znany z serii obrazów, do których pozowała Gabrielle Renard – modelka artysty i piastunka jego syna Jeana Renoira.